# اچ‌ام‌اس برلینگتون (۱۶۹۵)
اچ‌ام‌اس برلینگتون (۱۶۹۵) (به انگلیسی: HMS Burlington (1695)) یک کشتی بود که طول آن ۱۳۱ فوت ۳ اینچ (۴۰٫۰ متر) بود.